# 安東諾沃

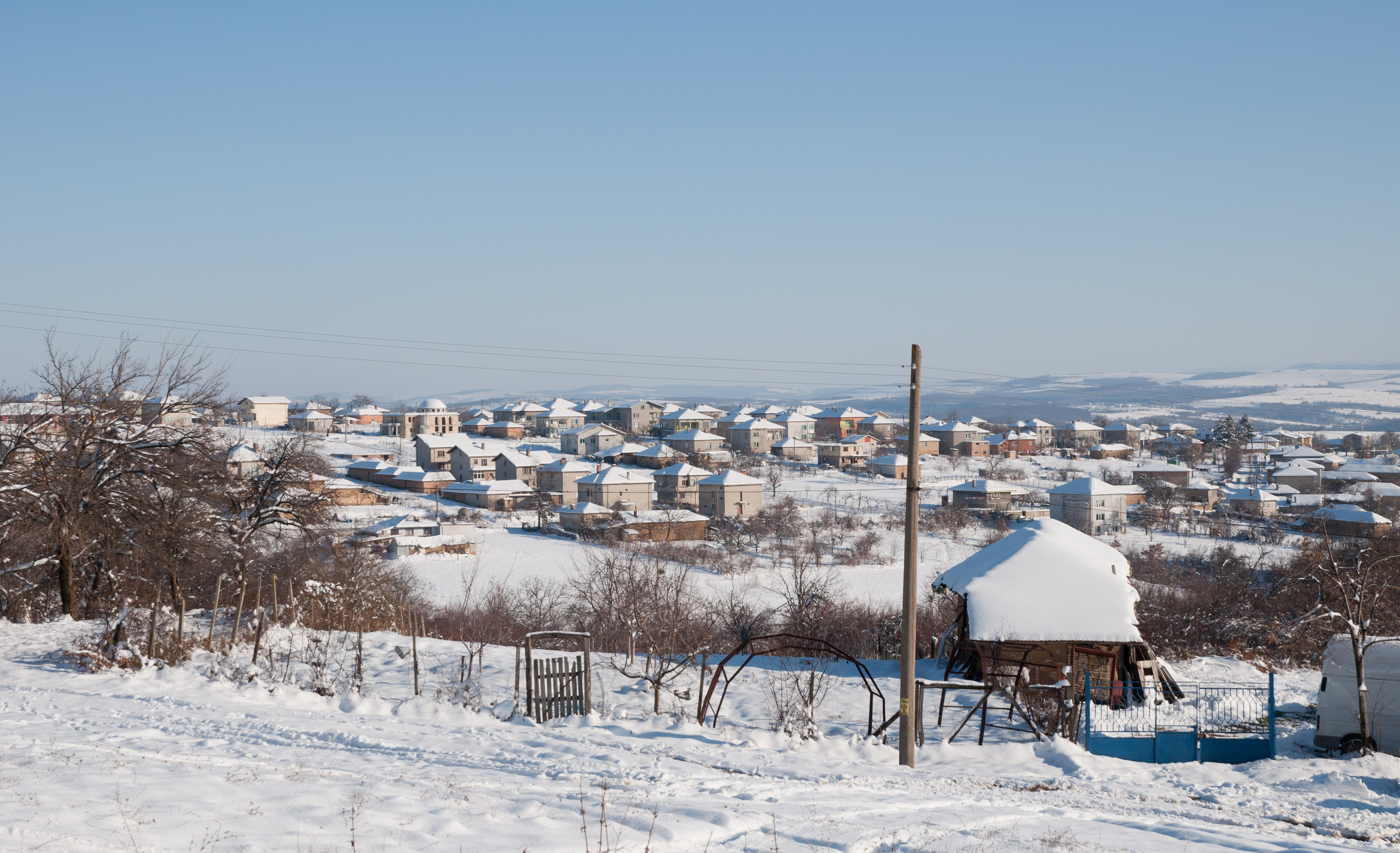
安東諾沃

安東諾沃是保加利亞東北部特爾戈維什特州安東諾沃市鎮的城鎮及行政中心，距離州府特爾戈維什特50公里，面積25.08平方公里，海拔高度490米，2010年人口1,503，居民主要信奉伊斯蘭教。

## 外部連結
- Antonovo Bulgaria